# Victoria Park (Hartlepool)
Der Victoria Park ist ein Fußballstadion in der englischen Stadt Hartlepool, County Durham, Vereinigtes Königreich. Es ist seit 1908 die Heimspielstätte des Fußballverein Hartlepool United, der derzeit in der Football League Two spielt. Es wurde 1886 eröffnet und fasst 7865 Zuschauer. Seit November 2021 trägt es den Sponsoringnamen Suit Direct Stadium.

## Geschichte
Das Gelände wurde früher als Kalksteinbruch genutzt. Das Bauland des heutigen Stadions kaufte damals der Rugbyclub West Hartlepool Rugby Football Club von der Eisenbahngesellschaft North Eastern Railway, um darauf ein Rugbystadion zu errichten. Der Name geht auf das 60. Thronjubiläum von Königin Victoria zurück; ihr zu Ehren benannte man das Stadion Victoria Park. Im Jahr 1908 war der West Hartlepool Rugby Football Club insolvent und verließ das Stadion. Kurz danach übernahm die Hartlepools United Football Athletic Company Limited die Spielstätte und der Verein Hartlepool United wurde gegründet.
Während des Ersten Weltkrieges wurde das Stadion 1916 von einem deutschen Zeppelin bombardiert, dabei wurde die Haupttribüne zerstört. Als vorübergehender Ersatz errichtete man eine Holztribüne mit dem Vorhaben später wieder eine größere Tribüne zu bauen. Nach dem Krieg forderte der Verein von der deutschen Regierung Schadensersatz ein, was aber erfolglos blieb. Die hölzerne Tribüne blieb bis in die späten 1980er Jahre und wurde nach der Valley-Parade-Feuerkatastrophe in Bradford abgerissen. An dessen Stelle wurden Containergebäude aufgestellt in denen u. a. die Umkleidekabinen und Vereinsbüros untergebracht waren.
1995 wurde die neue Haupttribüne, der Cyril Knowles Stand, erbaut. Benannt ist sie nach dem ehemaligen Spieler Cyril Knowles, der zwölf Jahre bei Tottenham Hotspur gespielt hat und von 1989 bis 1991 Trainer bei Hartlepool United war. Er starb am 30. August 1991 mit nur 47 Jahren an Krebs.

### Zuschauerrekorde
Der Besucherrekord stammt vom 5. Januar 1957, als Hartlepool United gegen Manchester United (3:4) im FA Cup antrat. Die Begegnung der 3. Runde sahen 17.426 Zuschauer.

## Tribünen
- The Longbranch Homes Cyril Knowles Stand: Haupttribüne, Ost, 1775 Sitzplätze[1]
- The Brunel Group Stand (Town End): Hintertortribüne, Süd, 1599 Stehplätze
- The Teesside Airport Neale Cooper Stand: Gegentribüne, West, 1549 Sitzplätze, 1832 Stehplätze, 43 (Presseplätze)
- The Simpson Millar Stand (Rink End): Hintertortribüne, Nord, 1035 Sitzplätze (Gästeplätze)